# Fear of the Dark (песня)
«Fear of the Dark» (с англ. «Страх темноты») — песня, написанная Стивом Харрисом, бас-гитаристом и автором песен группы Iron Maiden, является заглавной песней к альбому 1992 года Fear of the Dark, единственная песня с этого альбома, до сих пор исполняемая на концертах. Текст песни рассказывает о том, как лирический герой идёт ночью в темноте и пугается, ему мерещатся шаги за спиной и зловещие тени, а на ум приходят истории о ведьмах.
«Fear of the Dark» стал 26-м по счету синглом, выпущеным командой. Концертная версия песни взята с концертного альбома A Real Live One. Сингл поднялся до восьмого места в британском чарте.
Кавер на песню был записан а капелла немецким коллективом van Canto и выпущен на их альбоме Hero, так же каверы на неё исполнили итальянская группа Graveworm на их альбоме 2001 года Scourge of Malice и итальянской дэт-метал-группой Infernal Poetry (альбом 2005 года Beholding the Unpure) и финской группой Sturm und Drang как бонус-трек к их альбому 2008 года Rock 'n Roll Children. Кроме того, для трибьюта Maiden Heaven (2008) кавер-версию песни записала группа Fightstar.
Версия песни с альбома Flight 666 была обнародована как контент для скачивания к серии видеоигр Rock Band 9 июня 2009 года.
«Fear of the Dark» была номинирована на «Грэмми» в 1994 году в номинации «Лучшее метал-исполнение», но проиграла «I Don’t Want to Change the World» Оззи Осборна.

## Список композиций
1. «Fear of the Dark (live)» (Стив Харрис) — 7:11
2. «Bring Your Daughter... to the Slaughter (live)» (Брюс Дикинсон) — 5:17 (UK CD single digipack)
3. «Be Quick Or Be Dead (live)» (Брюс Дикинсон, Яник Герс) — 3:21 (Holland CD single)
4. «Tailgunner (live)» (Брюс Дикинсон, Стив Харрис) (7" vinyl posterbag)
5. «Hooks in You (live)» (Брюс Дикинсон, Эдриан Смит) — 4:06 (all formats except 7" vinyl posterbag)

## Форматы
1. 3 track CD digipack
2. 3 track CD
3. 2 track 7" vinyl posterbag
4. 2 track cut-to-shape vinyl picture disc

## Кавер-версии
- Graveworm для альбома 2001 года Scourge of Malice[2].
- Рок-группа Fightstar для трибьюта Maiden Heaven.
- Финская группа Sturm und Drang представила кавер на эту песню на альбоме 2008 года Rock N' Roll Children как бонус-трек[3]
- Метал-группа Van Canto записала а капелла кавер для своего второго альбома Hero.
- Доро Пеш спела с Блейзом Бэйли и симфоническим оркестром в 2004 году на концерте Wacken Open Air[4].
- Justice на Summer Breeze Open Air 2007.[5].
- Pentagram (только на концертах).[6]
- Yahel выпустил вокал-транс кавер на эту песню.

## Позиции в чартах
| Чарт (1993)             | Максимальная позиция |
| ----------------------- | -------------------- |
| Ирландский чарт синглов | 17                   |
| Британский чарт синглов | 8                    |